# Gehron-See
Das Naturschutzgebiet Gehron-See liegt auf dem Gebiet der Stadt Gransee und der Gemeinde Schönermark im Landkreis Oberhavel in Brandenburg.
Das Gebiet mit der Kenn-Nummer 1166 wurde mit Verordnung vom 6. Dezember 2002 unter Naturschutz gestellt. Das rund 213 ha große Naturschutzgebiet mit dem Geronsee erstreckt sich nördlich der Kernstadt von Gransee. Am nördlichen Rand und südlich verläuft die B 96 und südlich auch die Landesstraße L 22.